# Вне времени (фильм, 2013)
«Вне времени» (англ. The Lovers, первое название фильма — англ. Singularity) — романтический приключенческий боевик 2013 года режиссёра Ролана Жоффе.

## Сюжет
Большой Барьерный риф, 2020 год. Спасая свою жену Лауру во время опасного погружения по исследованию затонувшего старинного корабля, молодой археолог Джей Феннел получает тяжёлое ранение и впадает в кому. Он переносится в прошлое и оказывается в Индии в 1778 году. Здесь он становится британским офицером Джеймсом Стюартом, влюблённым в красавицу-воительницу Туладжу. Что же выберет Джей: остаться в мире прошлого и сражаться за любовь Туладжи или вернуться в реальный мир и бороться за собственную жизнь?

## В ролях
| Актёр             | Роль                        |
| ----------------- | --------------------------- |
| Джош Хартнетт     | Джеймс Стюарт / Джей Феннел |
| Тэмсин Эгертон    | Лаура Феннел                |
| Элис Энглерт      | Долли                       |
| Бипаша Басу       | Туладжа Наик                |
| Джеймс Маккей     | брат Джеймса Чарльз Стюарт  |
| Андреа Дек        | Эли                         |
| Абхай Деол        | Удаджи                      |
| Шэйн Брайант      | губернатор Бомбея           |
| Билли Браун       | Эгертон                     |
| Клэр ван дер Бум' |                             |
| Атул Кулкарни     | Раоджи                      |
| Милинд Гунаджи    | Шив                         |
| Симона Кесселл    | Клара Колдстрим             |
| Темина Санни      | Сонубай                     |